# Stowarzyszenie „Rodzina Wojskowa”
Stowarzyszenie „Rodzina Wojskowa” – organizacja kobieca w II Rzeczypospolitej i III Rzeczypospolitej zrzeszająca matki, żony i córki żołnierzy Wojska Polskiego.

## II Rzeczpospolita
Została założona 3 lutego 1925 w Warszawie   . W zebraniu założycielskim uczestniczyło 300 kobiet związanych ze środowiskiem Wojska Polskiego. Wśród gości był obecny Józef Piłsudski, który powołał do życia Rodzinę Wojskową  . Tym samym było to jedyne stowarzyszenie kobiece w historii powołane przez Marszałka.

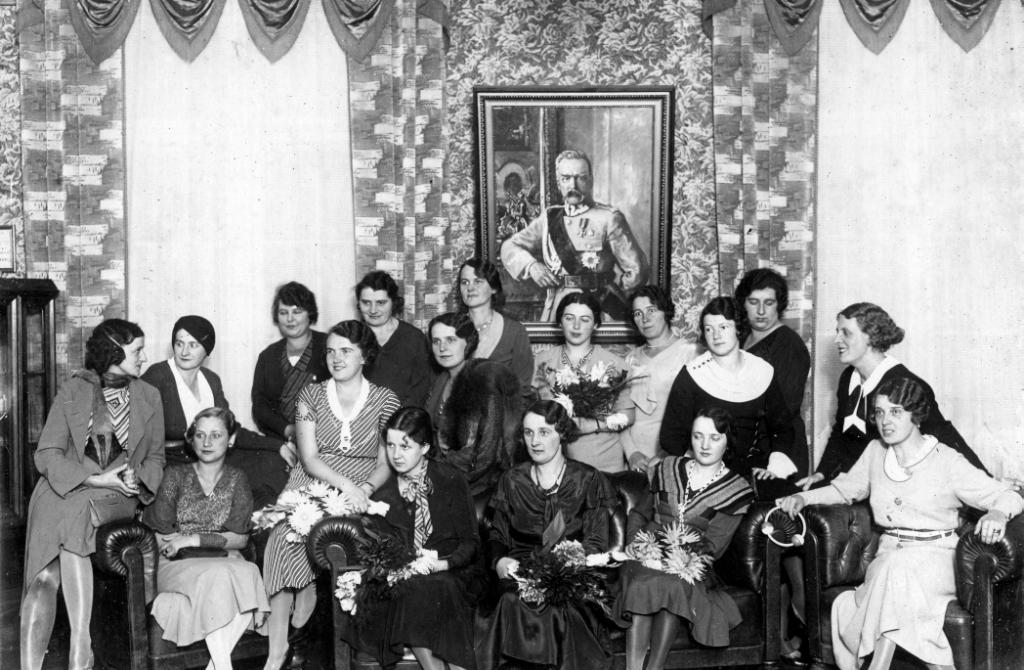
Członkinie stowarzyszenia „Rodzina Wojskowa” przy Szkole Podchorążych dla Podoficerów w Bydgoszczy (1933)

Zgodnie z dyrektywą Piłsudskiego, organizacja miała być „strażniczką ogniska domowego żołnierza i czynnikiem społecznym w sensie harmonizowania kobiet różnych warstw i różnych poziomów intelektualnych (przede wszystkim żon oficerów i podoficerów)”, aczkolwiek głównym celem organizacji było, aby „w czasie wojny zorganizować jak najlepiej samopomoc materialną i zdjąć w ten sposób, choć w drobnej mierze, z bark żołnierza Rzeczypospolitej troskę o chleb powszedni oraz zabezpieczyć jego ognisko rodzinne”.
Organizacja powstała z myślą o aktywizacji i integracji żon, matek i córek żołnierzy zawodowych . Celami działalności Stowarzyszenia było udzielanie pomocy potrzebującym, utrzymywanie i krzewienie idei, działalność kulturalna i towarzyska . Zajmowano się wychowaniem obywatelskim dzieci i młodzieży, działalnością kulturalno-oświatową . W 1930 pod egidą RW funkcjonowało 77 przedszkoli (przebywało w nich 1733 dzieci) i 19 szkółek (uczęszczało doń 656 dzieci). W obliczu zagrożenia wybuchem konfliktu zbrojnego pod koniec lat 30. Stowarzyszenie podejmowało działalność proobronną, np. w postaci kursów .
Strukturalnie Rodzina Wojskowa funkcjonowała w 10 wydziałach: Organizacyjnym, Finansowym, Opieki nad Dzieckiem, Kształcenia Zawodowego, Kulturalno-Oświatowym, Sanitarnym, Uzdrowiskowym, Prasowym, Przysposobienia Wojskowego, Sportowym.
Honorową członkinią i przewodniczącą RW została Aleksandra Piłsudska, która otrzymała legitymację nr 1  . W 1930 członkostwo honorowe otrzymała pierwsza dama Michalina Mościcka. Koła RW były tworzone przy garnizonach Wojska Polskiego . W ramach władz utworzono Radę Naczelną. Funkcję przewodniczącej tego organu pełniły: Wincenta Konarzewska (1925-1927; żona gen. Daniela Konarzewskiego), Hanna Hubicka (1927–1929; żona gen. Stefana Hubickiego), Jadwiga Fabrycy (od 1929, żona gen. Kazimierza Fabrycego), Wanda Norwid-Neugebauer (żona gen. Mieczysława Norwid-Neugebauera)  . W pracach RW udzielały się aktywnie małżonki wysokich stopniem oficerów Wojska Polskiego.
W 1930 Rodzina Wojskowa liczyła 7587 członkiń. W tym czasie działały 62 koła Stowarzyszenia. Według stanu z 1937 do RW należało 22985 członkiń. W 1938 ich liczba wynosiła 23376, stowarzyszonych w 162 kołach i 7 filiach, a w kwietniu 1939 działało już 187 kół .
Na początku czerwca 1937 w Warszawie odbył się XI Walny Zjazd delegatek Rodziny Wojskowej. Wówczas w sali Kasyna Garnizonowego wręczono i poświęcono sztandar Stowarzyszenia (rodzicami chrzestnymi zostali Aleksandra Piłsudska i Marszałek Edward Śmigły-Rydz) . Kolejny, 12-sty Walny Zjazd odbył się w czerwcu 1938 w Warszawie, w którym wzięło udział ponad 300 delegatek.
Do 1939 zarówno Zarząd Naczelny, jak i koło warszawskie Rodziny Wojskowej mieściły się przy ul. Królewskiej 2.

## III Rzeczpospolita
Po upadku PRL i utworzeniu Wojska Polskiego III RP 6 grudnia 1990 w Warszawie obradował zjazd założycielski Stowarzyszenia „Rodzina Wojskowa”, podczas którego przyjęto statut, a na przewodniczącą komitetu założycielskiego wybrano E. Radzikowską (w spotkaniu uczestniczył wiceminister obrony narodowej Bronisław Komorowski i szef Departamentu Wychowania WP gen. bryg. Krzysztof Owczarek). W 1991 zostało utworzone Stowarzyszenie „Rodzina Wojskowa”, którego idea stanowi nawiązanie do przedwojennej organizacji . Cele tego Stowarzyszenia to: ugruntowanie trwałości rodziny wojskowej i podnoszenie jej społecznego prestiżu, kształtowanie patriotycznych i obywatelskich postaw rodzin wojskowych, integrowanie społeczności lokalnych-wojskowych z cywilnymi .
Władzą Stowarzyszenia jest Rada Naczelna z siedzibą w Lesznie.
29 września 2020 obchodzono jubileusz 95-lecia powstania Stowarzyszenia . Organizacja otrzymała wtedy Medal „W służbie Bogu i Ojczyźnie” . Tego samego dnia honorową członkinią SWR została pierwsza dama Agata Kornhauser-Duda.